# Plicofollis
Plicofollis es un género de peces actinopeterigios de agua dulce y marinos, distribuidos por ríos y costas de Asia, en el oeste del océano Pacífico y este del océano Índico.

## Especies
Existen 8 especies reconocidas en este género:
- Plicofollis argyropleuron (Valenciennes, 1840)
- Plicofollis dussumieri (Valenciennes, 1840)
- Plicofollis magatensis (Herre, 1926)
- Plicofollis nella (Valenciennes, 1840)
- Plicofollis platystomus (Day, 1877)
- Plicofollis polystaphylodon (Bleeker, 1846)
- Plicofollis tenuispinis (Day, 1877)
- Plicofollis tonggol (Bleeker, 1846)